# 托特·久洛
托特·久洛（匈牙利語：Tóth Gyula，1927年4月16日—2001年3月18日），匈牙利男子摔跤运动员。他曾代表匈牙利参加1956年和1960年夏季奥林匹克运动会摔跤比赛，其中1956年奥运会获得一枚铜牌。